# Hansol Kim

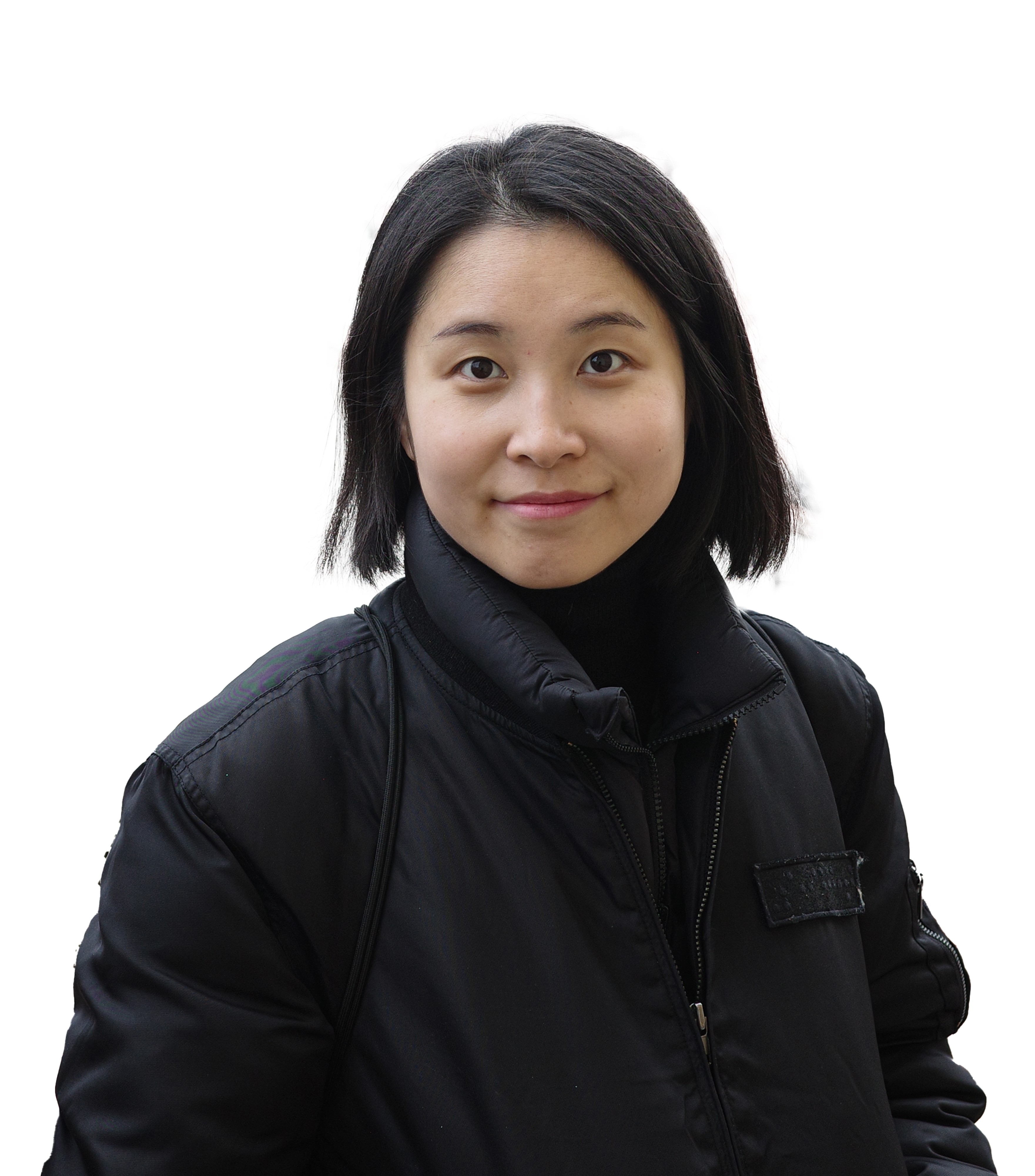
Hansol Kim

Hansol Kim (* 1994 in Seoul) ist eine südkoreanisch-deutsche Regisseurin und Künstlerin. Internationale Aufmerksamkeit erhielt sie 2025, als sie mit dem Musikvideo K-BOB STAR den ersten Preis des MuVi-Preises bei den Internationalen Kurzfilmtagen Oberhausen gewann.

## Werdegang
Hansol Kim ist in Südkorea aufgewachsen und arbeitet heute in Kassel, Deutschland. Sie studiert an der Kunsthochschule Kassel Bildende Kunst in der Klasse von Bjørn Melhus. Kims Arbeiten bewegen sich an der Schnittstelle von Film, Performance und Popkultur. In ihren Filmen verbindet sie autobiografische Elemente, feministische Perspektiven und popkulturelle Bildwelten.

## Filmografie
- 2019: Mein Staub VLOG
- 2019: Mir ist sehr warm… Danke
- 2020: Liebe
- 2021: Milk-Milk-Milk
- 2021: Kacke vermeiden
- 2022: Genau aber nicht sicher
- 2022: Omas Welt
- 2022: Keep Calm and Carry On
- 2023: Frauen, die Reis kochen
- 2023: People I Love but Don't Know Well
- 2023: Does Grandfather Originally Not Speak?
- 2024: K-BOB STAR (Musikvideo)
- 2025: Die Zauberflöte
- 2025: Kim’s Story

## Auszeichnungen
- 2024: SV Sparkassen-Versicherungspreis Rundgangspreis 2024, Kassel, Germay
- 2025: 1. Preis beim MuVi-Preis der Internationalen Kurzfilmtage Oberhausen für K-BOB STAR (dotiert mit 2.000 Euro).